# Carcharodus alceae
Carcharodus alceae é uma espécie de insetos lepidópteros, mais especificamente de borboletas pertencente à família Hesperiidae.
A autoridade científica da espécie é Esper, tendo sido descrita no ano de 1780.
Trata-se de uma espécie presente no território português.